# Tangstedt (Kreis Pinneberg)
Tangstedt település Németországban, Schleswig-Holstein tartományban. Lakosainak száma 2305 fő (2023. december 31.).

## Népesség
A település népességének változása:
| Lakosok száma | 1195 | 2230 | 2216 | 2293 | 2294 | 2305 |
|               | 1975 | 2017 | 2019 | 2021 | 2022 | 2023 |